# Аети, Арлинд
А́рлинд Афри́м Ае́ти (алб. Arlind Afrim Ajeti; 25 сентября 1993, Базель) — швейцарский и албанский футболист, защитник клуба ЧФР Клуж и сборной Албании. Участник двух чемпионатов Европы (2016 и 2024).

## Карьера
Родился и вырос в Базеле, в 2010 году подписал профессиональный контракт с одноимённым клубом. С «Базелем» стал четырёхкратным чемпионом Швейцарии, один раз выиграл Кубок. Перешёл в ноябре 2015 года в итальянский клуб «Фрозиноне». Дебютировав 6 января 2016 года, в игре с «Сассуоло» забил один мяч в свои и один — в чужие ворота.
Хотя выступал за различные юношеские и молодёжную сборную Швейцарии, решил играть за сборную Албании. Дебютировал в команде 14 ноября 2014 года, выйдя на замену на 69-й минуте матча против сборной Франции (1:1). Попал в заявку сборной Албании на чемпионат Европы 2016 года.